# Renna (costellazione)
La Renna (in latino Rangifer) era una debole costellazione boreale circupolare introdotta nel 1743 su una carta celeste pubblicata dal francese Pierre-Charles Le Monnier (1715-99) nel suo libro La Théorie des Comètes. La carta mostrava il percorso della cometa del 1742 attraverso la regione polare boreale del cielo e Le Monnier fu persuaso a posizionare una nuova costellazione raffigurante una renna lungo il corso della cometa, vicino al polo nord celeste tra Cefeo e la Giraffa. Le Monnier scelse una renna in ricordo del suo viaggio in Lapponia del 1736-37 al seguito della spedizione di Pierre Louis de Maupertuis per misurare la lunghezza di un grado di latitudine nel lontano nord. A tal proposito bisogna aggiungere che anche i Sami della Scandinavia settentrionale visualizzavano una renna chiamata Sarvvis tra le stelle, ma la loro era molto più grande, e comprendeva l'Auriga, Perseo, Cassiopea e Cefeo.
La stessa carta venne ripubblicata nel 1746 nel libro di Le Monnier Institutions astronomiques senza alcuna spiegazione sulla nuova costellazione ivi raffigurata. Sembra che Le Monnier non abbia mai pubblicato un elenco dello sue stelle, ma Bode, nel suo catalogo Allgemeine Beschreibung und Nachweisung der Gestirne del 1801, le assegnò 46 stelle di magnitudine variabile tra la V e la VII, più un oggetto del profondo cielo, la galassia NGC 1184. La maggior parte di queste sono oggi situate entro i confini della parte settentrionale di Cefeo.
Sulla carta di Le Monnier la costellazione veniva chiamata le Réene, un'ortografia che venne adottata dal suo collega francese Jean Fortin nel suo Atlas Céleste del 1776; tuttavia, l'esatta ortografia del nome era le Renne, e proprio così Fortin la indicò nella sua edizione rivista del 1795. Bode latinizzò il nome in Rangifer nella sua Uranographia del 1801. Un nome alternativo presente su alcune mappe è Tarandus, derivato dal nome scientifico della renna, Rangifer tarandus.